# Elecciones a las Cortes de Aragón de 1987
Las elecciones a las Cortes de Aragón se celebraron el 10 de junio de 1987. Fueron las segundas elecciones democráticas autonómicas desde el restablecimiento de la democracia.
El vencedor fue el Partido Socialista Obrero Español de Aragón, pero la segunda fuerza más votada, el Partido Aragonés, pactó con Alianza Popular y el Centro Democrático y Social, lo que llevó al PAR a alzarse con la presidencia del gobierno siendo nombrado presidente Hipólito Gómez de las Roces, líder del PAR. La otra fuerza con representación parlamentaria fue Izquierda Unida de Aragón.

## Circunscripciones electorales
Las circunscripciones electorales corresponden a cada una de las tres provincias:
- Huesca - 18 parlamentarios.
- Teruel - 16 parlamentarios.
- Zaragoza - 33 parlamentarios.

## Resultados
| ← Elecciones a Cortes de Aragón de 1987 → |                                                                   |                             |         |       |         |     |
| Presidente y gobierno | Partido                                                           | Candidato                   | Votos   | %     | Escaños | +/- |
| - Presidente: Hipólito Gómez de las Roces (PAR) - Gobierno: PAR-AP - Censo: 927.862 - Votantes: 646.729 (69,7%) - Abstención: 281.133 (30,3%) - Válidos: 638.926 - A candidatura: 629.712 | Partido de los Socialistas de Aragón (PSOE-Aragón)                | Santiago Marraco            | 228.170 | 36,21 | 27      | -6  |
| - Presidente: Hipólito Gómez de las Roces (PAR) - Gobierno: PAR-AP - Censo: 927.862 - Votantes: 646.729 (69,7%) - Abstención: 281.133 (30,3%) - Válidos: 638.926 - A candidatura: 629.712 | Partido Aragonés Regionalista (PAR)                               | Hipólito Gómez de las Roces | 179.922 | 28,56 | 19      | +6  |
| - Presidente: Hipólito Gómez de las Roces (PAR) - Gobierno: PAR-AP - Censo: 927.862 - Votantes: 646.729 (69,7%) - Abstención: 281.133 (30,3%) - Válidos: 638.926 - A candidatura: 629.712 | Alianza Popular (AP)                                              | Ángel Cristóbal             | 99.082  | 15,73 | 13      | -5  |
| - Presidente: Hipólito Gómez de las Roces (PAR) - Gobierno: PAR-AP - Censo: 927.862 - Votantes: 646.729 (69,7%) - Abstención: 281.133 (30,3%) - Válidos: 638.926 - A candidatura: 629.712 | Centro Democrático y Social (CDS)                                 | José Luis Merino            | 65.406  | 10,38 | 6       | +5  |
| - Presidente: Hipólito Gómez de las Roces (PAR) - Gobierno: PAR-AP - Censo: 927.862 - Votantes: 646.729 (69,7%) - Abstención: 281.133 (30,3%) - Válidos: 638.926 - A candidatura: 629.712 | Convergencia Alternativa de Aragón-Izquierda Unida (CAA-IU)       | Antonio De las Casas        | 31.352  | 4,98  | 2       | +1a |
| - Presidente: Hipólito Gómez de las Roces (PAR) - Gobierno: PAR-AP - Censo: 927.862 - Votantes: 646.729 (69,7%) - Abstención: 281.133 (30,3%) - Válidos: 638.926 - A candidatura: 629.712 | Partido de los Trabajadores de España - Unidad Comunista (PTE-UC) |                             | 8.435   | 1,34  | 0       |     |
| - Presidente: Hipólito Gómez de las Roces (PAR) - Gobierno: PAR-AP - Censo: 927.862 - Votantes: 646.729 (69,7%) - Abstención: 281.133 (30,3%) - Válidos: 638.926 - A candidatura: 629.712 | Partido Demócrata Popular (PDP)                                   |                             | 7.887   | 1,25  | 0       |     |
| - Presidente: Hipólito Gómez de las Roces (PAR) - Gobierno: PAR-AP - Censo: 927.862 - Votantes: 646.729 (69,7%) - Abstención: 281.133 (30,3%) - Válidos: 638.926 - A candidatura: 629.712 | Unión Aragonesista-Chunta Aragonesista (UA-CHA)                   |                             | 6.154   | 0,98  | 0       |     |
| - Presidente: Hipólito Gómez de las Roces (PAR) - Gobierno: PAR-AP - Censo: 927.862 - Votantes: 646.729 (69,7%) - Abstención: 281.133 (30,3%) - Válidos: 638.926 - A candidatura: 629.712 | Plataforma Humanista (PH)                                         |                             | 2.207   | 0,35  | 0       |     |
| - Presidente: Hipólito Gómez de las Roces (PAR) - Gobierno: PAR-AP - Censo: 927.862 - Votantes: 646.729 (69,7%) - Abstención: 281.133 (30,3%) - Válidos: 638.926 - A candidatura: 629.712 | Unidad Popular Republicana (UPR)                                  |                             | 1.435   | 0,23  | 0       |     |
| - Presidente: Hipólito Gómez de las Roces (PAR) - Gobierno: PAR-AP - Censo: 927.862 - Votantes: 646.729 (69,7%) - Abstención: 281.133 (30,3%) - Válidos: 638.926 - A candidatura: 629.712 | En blanco                                                         | N/A                         | 3.827   |       | N/A     | N/A |
| - Presidente: Hipólito Gómez de las Roces (PAR) - Gobierno: PAR-AP - Censo: 927.862 - Votantes: 646.729 (69,7%) - Abstención: 281.133 (30,3%) - Válidos: 638.926 - A candidatura: 629.712 | Nulos                                                             | N/A                         | 8.562   |       | N/A     | N/A |

a Respecto a los resultados del PCE.

## Elección e investidura del Presidente de Aragón
Las votaciones para la investidura del Presidente de la Diputación General en las Cortes de Aragón tuvieron el siguiente resultado:
| Candidato                         | Fecha                                                   | Voto       |    |    |    |   |   | Total |
| --------------------------------- | ------------------------------------------------------- | ---------- | -- | -- | -- | - | - | ----- |
| Hipólito Gómez de las Roces (PAR) | 21 de julio de 1987 Mayoría requerida: Absoluta (34/67) | Sí         |    | 19 | 13 |   |   | 32/67 |
| Hipólito Gómez de las Roces (PAR) | 21 de julio de 1987 Mayoría requerida: Absoluta (34/67) | No         | 27 |    |    |   | 2 | 29/67 |
| Hipólito Gómez de las Roces (PAR) | 21 de julio de 1987 Mayoría requerida: Absoluta (34/67) | Abstención |    |    |    | 6 |   | 6/67  |
| Hipólito Gómez de las Roces (PAR) | 23 de julio de 1987 Mayoría requerida: Simple           | Sí         |    | 19 | 13 |   |   | 32/67 |
| Hipólito Gómez de las Roces (PAR) | 23 de julio de 1987 Mayoría requerida: Simple           | No         | 27 |    |    |   | 2 | 29/67 |
| Hipólito Gómez de las Roces (PAR) | 23 de julio de 1987 Mayoría requerida: Simple           | Abstención |    |    |    | 6 |   | 6/67  |